# Knud Buus Jensen
Knud Børge Buus Jensen (21. marts 1919 i Jetsmark – 20. december 2009 i Aalborg) var en dansk fotograf og opfinder.
Jensen fik allerede som 13-årig sit første foto i avisen efter at have fotograferet en skovbrand ved Madum Sø. Han blev dog uddannet ingeniør, men skiftede til fotobranchen, da hans ingeniørfirma skrantede.
I 37 år, fra 1947 til 1984, var han teaterfotograf på Aalborg Teater, hvor han tog billeder ved flere end 300 forestillinger. Han var med til at oprette de første lærlingeskoler for fotografelever og var medstifter, formand og æresmedlem af Aalborg Fotoklub og Selskabet for Dansk Fotografi og i bestyrelsen for Dansk Fotografisk Forening.
I 1950'erne udviklede Jensen en teknik til at fremkalde farvefoto i mørkekammeret. Han tog dog aldrig patent på opfindelsen, som i stedet blev en indbringede forretning for andre.
Han var gift med Thyra Buus Jensen.